# Faizpur
Faizpur is een nagar panchayat (plaats) in het district Jalgaon van de Indiase staat Maharashtra. 

## Demografie
Volgens de Indiase volkstelling van 2001 wonen er 23.690 mensen in Faizpur, waarvan 52% mannelijk en 48% vrouwelijk is. De plaats heeft een alfabetiseringsgraad van 74%.